# Kodiakbär

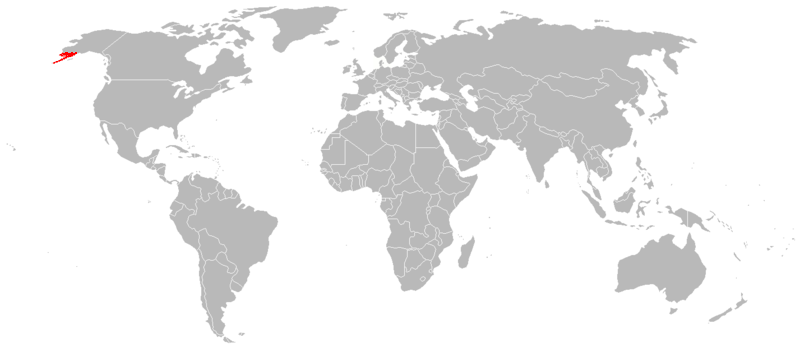
Natürliches Verbreitungsgebiet des Kodiakbären

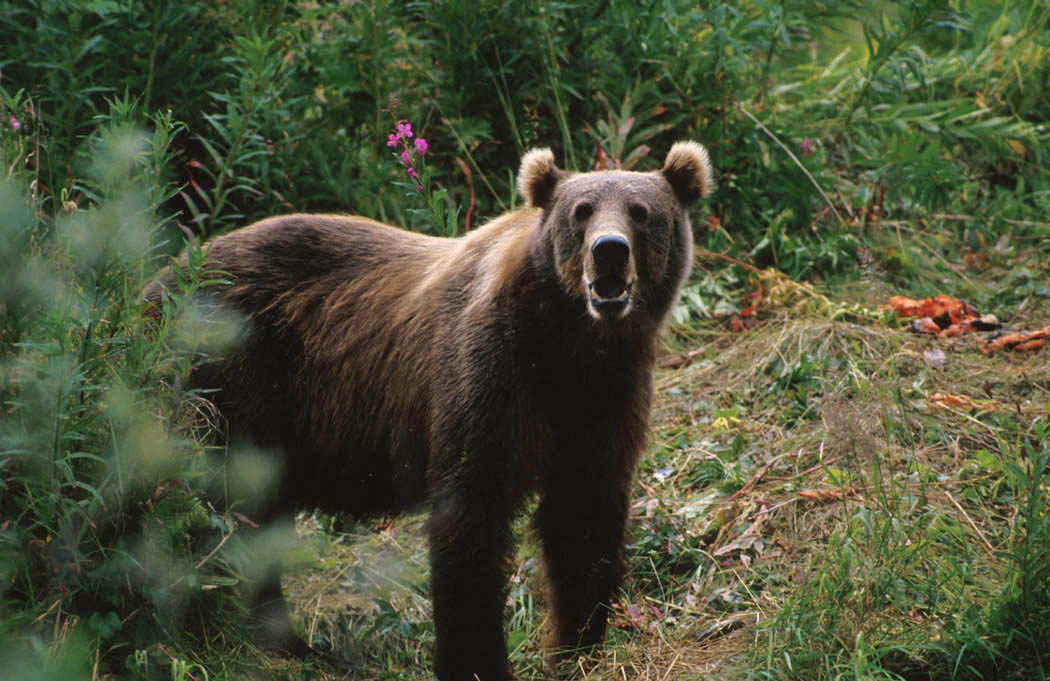
Kodiakbär

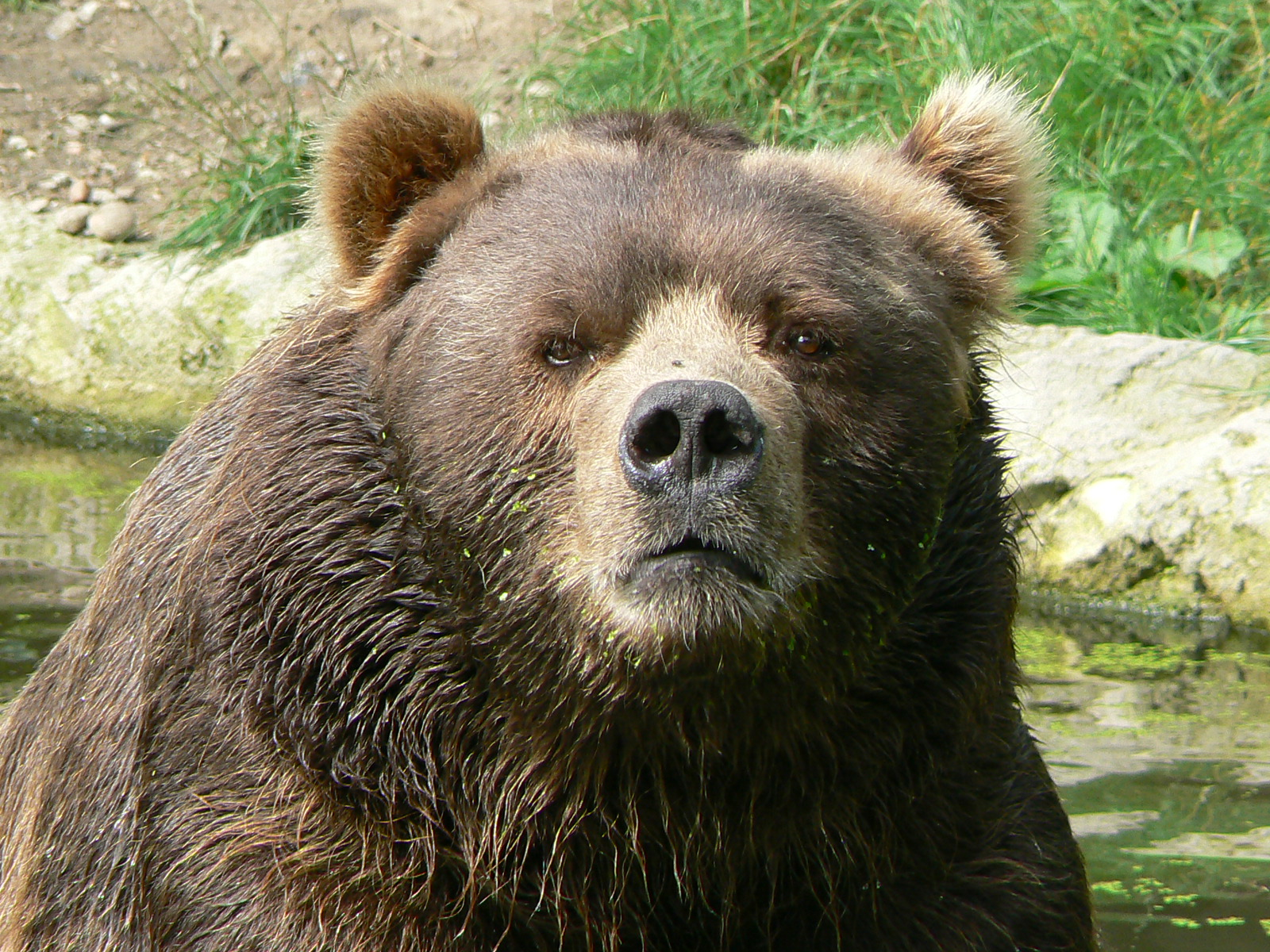
Kopf eines männlichen Kodiakbären

Der Kodiakbär (Ursus arctos middendorffi) ist eine Unterart des Braunbären (Ursus arctos) aus der Familie der Bären (Ursidae). Er lebt auf der Kodiak-Insel und den benachbarten Inseln (Afognak und Shuyak) vor der Südküste Alaskas und gilt neben dem Eisbären und dem Kamtschatkabären als das größte an Land lebende Raubtier der Erde.

## Merkmale
Kodiakbären erreichen eine Kopf-Rumpf-Länge von bis zu 2,8 Metern, eine Schulterhöhe von bis zu 1,5 Metern und eine Gesamtlänge von bis zu 3 Metern. Die schwersten Exemplare erreichen ein Gewicht von knapp 780 Kilogramm, das Durchschnittsgewicht beträgt 389 Kilogramm bei Männchen und 207 Kilogramm bei Weibchen. Kodiakbären sind damit die größte Unterart des Braunbären. Sie weisen deren üblichen Körperbau mit stämmigem Körper, langen, kräftigen Gliedmaßen und massivem Kopf auf; die Fellfärbung reicht von beige über zimtbraun bis fast schwarz. Der Schwanz ist wie bei allen Bären nur ein Stummel.

## Lebensweise
Die Lebensweise des Kodiakbären stimmt mit derjenigen der übrigen Braunbären weitgehend überein. Er ist ein tag- und nachtaktiver Einzelgänger und schwimmt und klettert gut. Er ist ein Allesfresser, der sowohl Pflanzen wie Gräser, Beeren und Wurzeln als auch Fleisch sowie Aas zu sich nimmt. Eine wichtige Rolle in der Ernährung spielt Fisch: Während der Laichwanderungen der Lachse im Sommer und Herbst versammeln sich oft dutzende Tiere an den Flüssen, um die begehrte Nahrung aus dem Wasser zu fischen oder sie in der Luft zu schnappen, wenn Fische kleine Wasserfälle passieren.
Bei ausreichendem Nahrungsangebot sind die Tiere verträglich gegenüber Artgenossen und die Reviere sind deutlich kleiner als für Bären im nördlichen Nordamerika üblich. Während der kalten Monate hält der Kodiakbär eine Winterruhe. Auch die Fortpflanzung stimmt mit der der anderen Braunbären überein. Die Paarung erfolgt meist im Juni oder Juli, die befruchtete Eizelle nistet sich jedoch erst im November ein. Während der Winterruhe (im Januar oder Februar) kommen ein bis drei Jungtiere in der Überwinterungshöhle zur Welt, die wie alle neugeborenen Bären winzig sind. Die Jungtiere bleiben rund zwei bis vier Jahre bei der Mutter.

## Systematik
Heute werden meist nur zwei Unterarten des Braunbären in Nordamerika anerkannt, der Kodiakbär und der Grizzlybär. Die Übergänge sind jedoch fließend, und die Bären an der Südküste Alaskas erreichen fast die Ausmaße und führen die gleiche Lebensweise wie die Kodiakbären.

## Kodiakbären und Menschen
Nachdem durch die Bejagung der Bestand an Kodiakbären zurückgegangen war, wurde 1941 ein Teil der Insel Kodiak unter Naturschutz gestellt. Heute werden unter streng limitierten Richtlinien rund 160 Tiere pro Jahr zum Abschuss freigegeben, die Gesamtpopulation wird auf rund 3000 Tiere geschätzt. Die Tiere sind auch zu einer Sehenswürdigkeit geworden und spielen eine bedeutende Rolle im Fremdenverkehr der Region.

## Trivia
Ein populärer Kodiakbär war Bart the Bear. Er spielte in Filmen wie Der Bär oder Auf Messers Schneide.
Der Škoda Kodiaq wurde nach dem Kodiakbären benannt.